# Alejandro Escovedo
Alejandro Escovedo (San Antonio, 10 de enero de 1951) es un músico, compositor y cantante estadounidense de música rock que lleva grabando y haciendo giras desde finales de los años 1970. Su instrumento principal es la guitarra. Ha tocado en varios géneros relacionados con el rock como el punk rock, el roots rock y el country alternativo, y ha permanecido activo en las escenas musicales de Austin, San Francisco y Nueva York. Procede de una conocida familia de músicos.

## Discografía

### Álbumes
- Gravity (1992)
- Thirteen Years (1993)
- The End/Losing Your Touch (Maxi, 1994)
- With These Hands (1996)
- More Miles Than Money: Live 1994-1996 (1998)
- Bourbonitis Blues (1999)
- A Man Under the Influence (2001)
- By the Hand of the Father (2002)
- Por Vida (2004)
- Room of Songs (2005)
- The Boxing Mirror (2006)
- Real Animal (2008)
- Live Animal: Live EP (2009)
- Street Songs of Love  (2010)
- Big Station (2012)[3]
- Burn Something Beautiful (2016)
- The Crossing (2018)
- La Cruzada (2021)

Fuente: